# Ridgley C. Powers
Ridgley Ceylon Powers, född 24 december 1836 i  Trumbull County, Ohio, död 11 november 1912 i Los Angeles, Kalifornien, var en amerikansk republikansk politiker. Han var Mississippis viceguvernör 1870–1871 och därefter guvernör 1871–1874.
Powers studerade vid University of Michigan och tog värvning i nordstaternas armé. Efter amerikanska inbördeskriget beslöt sig Powers, som hade avancerat till överste och kommit till Södern med nordstaternas armé, att bosätta sig i Mississippi. Som republikanernas kandidat valdes han 1869 till viceguvernör.
Powers efterträdde 1871 James L. Alcorn som Mississippis guvernör och efterträddes 1874 av Adelbert Ames.